# 森森山

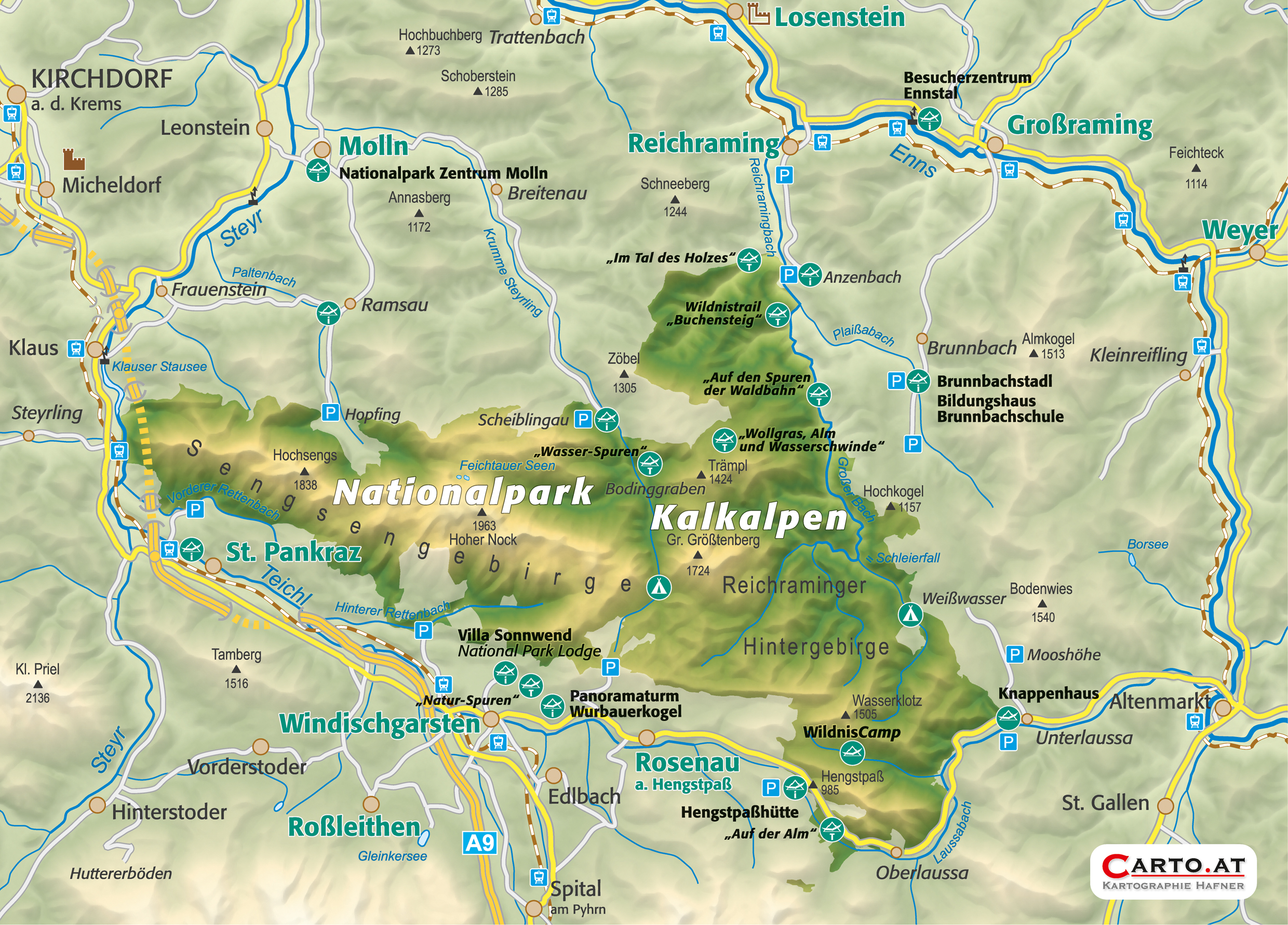

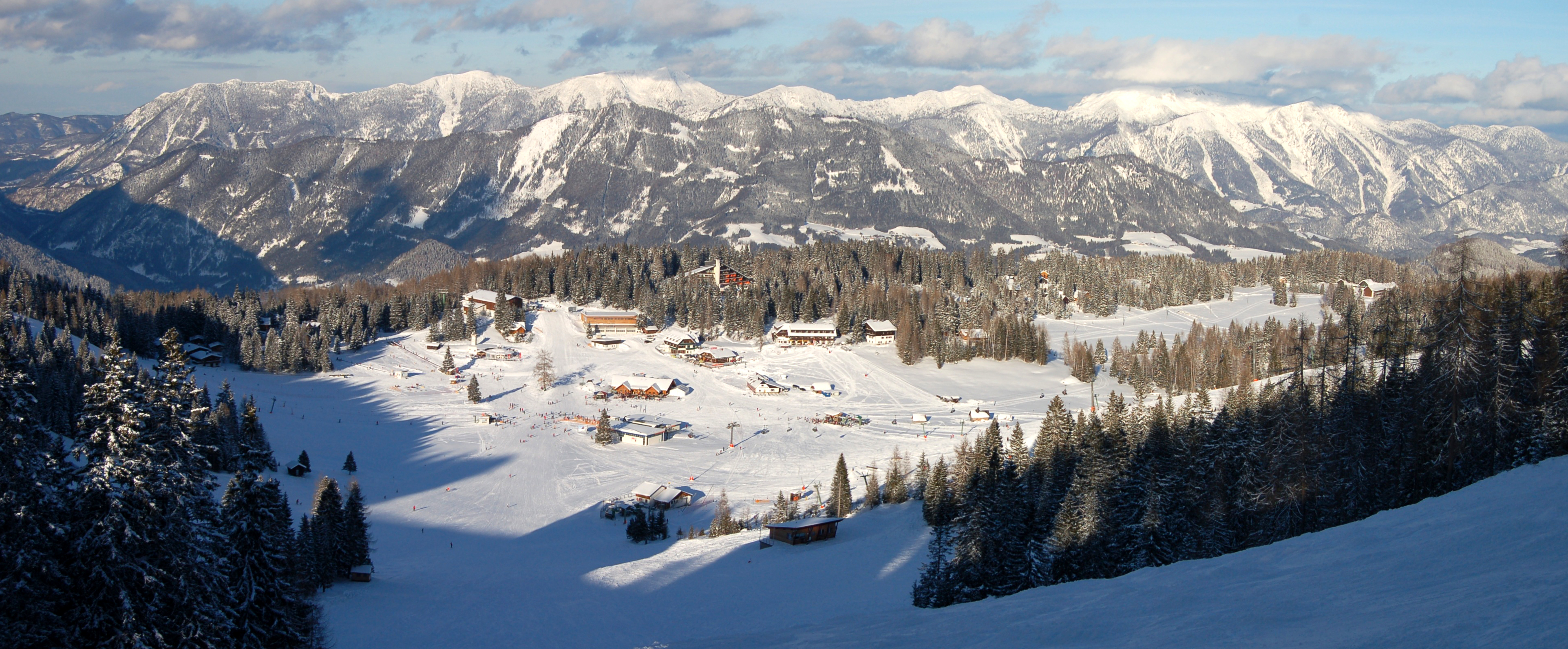

47°46′58″N 14°19′23″E / 47.78278°N 14.32306°E
森森山（德語：Sengsengebirge），是奧地利的山峰，位於該國北部，由上奧地利州負責管轄，屬於上奧地利前阿爾卑斯山脈的一部分，最高點是上諾克山，海拔高度1,963米。